# هسته مغناطیسی

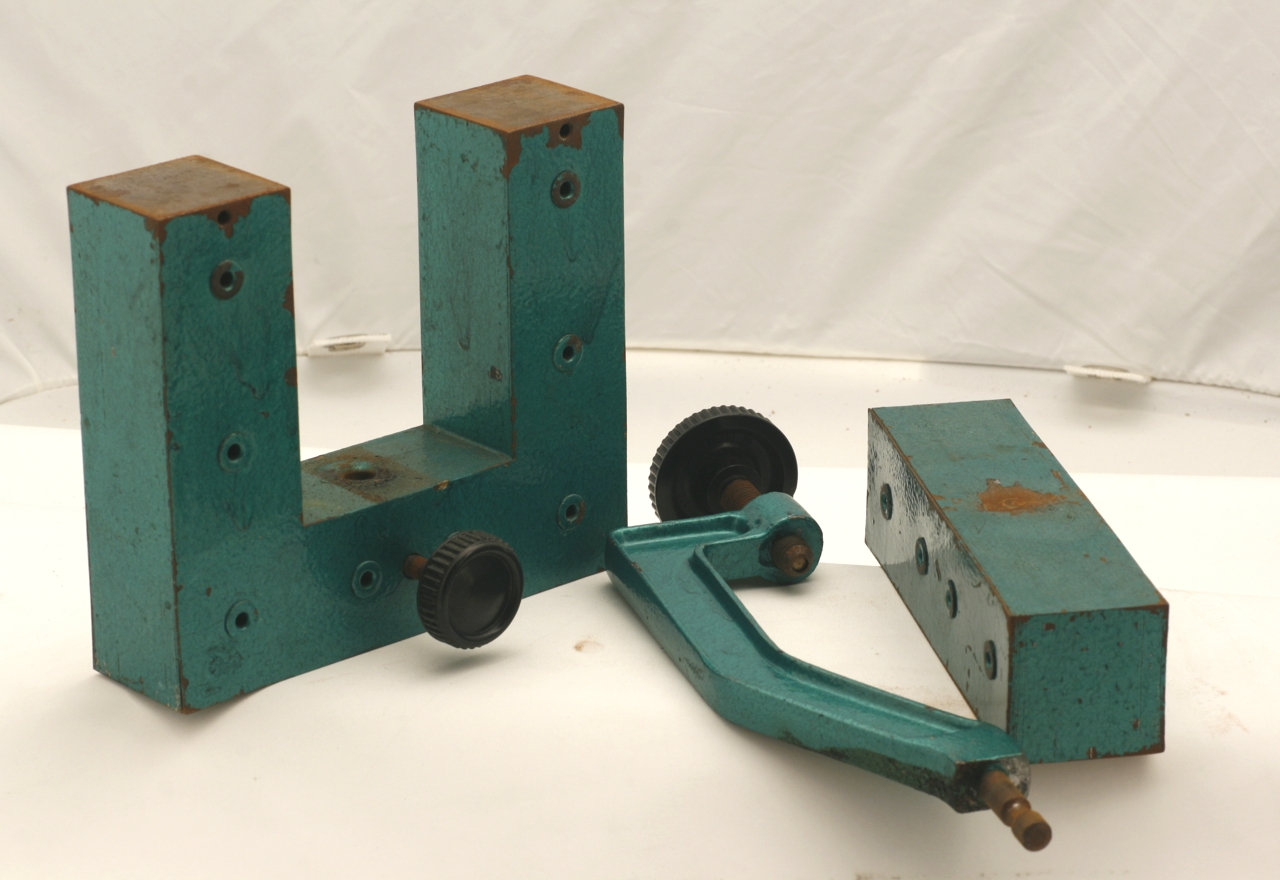
دستگاه فوق، از یک هستهٔ U شکل در ورق آهنی چندلایه تشکیل‌شده که دارای یک‌یوغ برای بسته‌شدن است. در داخل پایه، یک‌سوراخ وجود دارد که در آن دستگاه به‌هسته واردشده و یوغ را روی خود هسته فشرده‌ می‌کند و از بسته‌شدن مغناطیسی دستگاه، اطمینان‌ می‌دهد.

هستهٔ مغناطیسی از ماده‌ای ساخته شده که ثابت تراوایی زیادی دارد و برای هدایت میدان مغناطیسی در وسایل الکتریکی، الکترومکانیکی و مغناطیسی، مانند آهنربای الکتریکی، ترانسفورماتور، موتور الکتریکی و القاگر استفاده می‌شود.
هستهٔ مغناطیسی از مواد فِرّومغناطیس مانند آهن یا فِرّیت ساخته می‌شود. تراوایی زیاد این مواد نسبت به محیط، باعث می‌شود خطوط میدان مغناطیسی درون هسته متمرکز شوند. 
میدان مغناطیسی با گذر جریان از سیمی که به دور هسته پیچیده و تشکیل یک سیم‌پیچ داده، پدید می‌آید. در واقع، هسته باعث افزایش بسیار میدان مغناطیسی سیم‌پیچ نسبت به حالت بدون هسته می‌شود.